# Ander Barrenetxea
Ander Barrenetxea Muguruza (San Sebastián, 27 de dezembro de 2001) é um futebolista espanhol que atua como ponta-esquerda. Atualmente, joga no Real Sociedad.

## Carreira
Em 22 de dezembro de 2018, Barrenetxea fez sua estreia profissional e na La Liga, na derrota em casa por 1–0 contra o Alavés. Ele tornou-se o primeiro jogador do século 21 a jogar a competição, e o 26º estreante mais jovem da La Liga com 16 anos e 359 dias.

## Estatísticas
Atualizado até 03 de dezembro de 2023.

### Clubes
| Equipe            | Temporada         | Campeonato nacional | Campeonato nacional | Copa nacional | Copa nacional | Competições continentais | Competições continentais | Total | Total |
| Equipe            | Temporada         | Jogos               | Gols                | Jogos         | Gols          | Jogos                    | Gols                     | Jogos | Gols  |
| ----------------- | ----------------- | ------------------- | ------------------- | ------------- | ------------- | ------------------------ | ------------------------ | ----- | ----- |
| Real Sociedad C   | 2018–19           | 4                   | 1                   | –             | –             | –                        | –                        | 4     | 1     |
| Real Sociedad C   | Total             | 4                   | 1                   | –             | –             | –                        | –                        | 4     | 1     |
| Real Sociedad B   | 2019–20           | 8                   | 1                   | –             | –             | –                        | –                        | 8     | 1     |
| Real Sociedad B   | Total             | 8                   | 1                   | –             | –             | –                        | –                        | 8     | 1     |
| Real Sociedad     | 2018–19           | 9                   | 1                   | 0             | 0             | 0                        | 0                        | 9     | 1     |
| Real Sociedad     | 2019–20           | 17                  | 1                   | 7             | 3             | 0                        | 0                        | 24    | 4     |
| Real Sociedad     | 2020–21           | 31                  | 3                   | 4             | 0             | 6                        | 0                        | 41    | 3     |
| Real Sociedad     | 2021–22           | 11                  | 1                   | 1             | 0             | 4                        | 0                        | 16    | 1     |
| Real Sociedad     | 2022–23           | 23                  | 3                   | 1             | 0             | 1                        | 0                        | 25    | 3     |
| Real Sociedad     | 2023–24           | 14                  | 3                   | 0             | 0             | 5                        | 1                        | 19    | 4     |
| Real Sociedad     | Total             | 105                 | 12                  | 13            | 3             | 16                       | 1                        | 134   | 15    |
| Total na carreira | Total na carreira | 117                 | 14                  | 13            | 3             | 16                       | 1                        | 146   | 18    |

## Títulos
Real Sociedad
- Copa do Rei: 2019-20

Espanha
- Campeonato Europeu Sub-19: 2019